# Torg
Torg è un gioco di ruolo scritto da Greg Gorden e Bill Slavicsek e pubblicato dalla West End Games nel 1990, che usava diverse tecniche innovative. I personaggi erano eroi impegnati nel combattere l'invasione della terra da parte di diverse dimensioni esterne (chiamate "cosmo" o "realm"), ognuna con una propria distinta realtà. Ogni cosmo corrisponde ad un diverso genere di gioco di ruolo.
Il titolo era originariamente un acronimo usato durante lo sviluppo del regolamento che significava "The Other Roleplaying Game" ("L'altro gioco di ruolo") e che venne infine adottato come nome ufficiale. Alcuni dei nomi alternativi che furono considerati in fase di sviluppo sono Shadow Wars, Shadow Spawn, Twilight Shadows e Endless Earth.
Torg è ambientato in un futuro vicino detto ufficialmente "the near now." Il gioco inizia dopo che la terra è stata invasa da ormai diversi mesi da diversi poteri extradimensionali detti "High Lord", che hanno cambiato le leggi naturali di ampie zone della terra per conformarsi a quelle della propria dimensione di origine. I personaggi, sono "Storm Knight", eroi nativi della Terra o di altre realtà che possiedono limitate capacità di alterare la realtà e che si oppongono agli High Lord.

## Sistema di gioco
Torg si presenta come un gioco "cinematico" e tenta di enfatizzare uno stile di gioco che richiami i film di avventura come quelli di Indiana Jones. La terminologia utilizzata riflette questo fatto, per esempio le avventure sono divise in sottounità definite "atti" e "scene".
Le prove di abilità vengono risolte tirando un dado a 20 facce contro una soglia di difficoltà. Il valore per il quale il tiro supera la soglia influenza il grado di successo dell'azione. Il tiro è aperto, un risultato di 10 o 20 permette al giocatore di tirare ancora aggiungendo il nuovo risultato al precedente, continuando a ritirare se si ottiene nuovamente 10 o 20. Questo dare la possibilità di ottenere risultati eccezionali e permettere ai giocatori di riuscire in azioni sensazionali ad imitazione delle azioni dei protagonisti dei film d'azione. Il sistema di ferite dà la prevalenza al danno incapacitante piuttosto che a quello letale, sempre per simulare i film di avventura in cui l'eroe può essere ferito, ma raramente ucciso.
Inoltre Torg usa anche un sistema inusuale di carte da gioco. All'inizio di ogni partita una mano di carte viene distribuita a ogni giocatore e le rimanenti poste in un mazzo di fronte al master. Sia il master che i giocatori possono usare le carte per influenzare il gioco. All'inizio di ogni combattimento il master volta una carta che mostra vantaggi e svantaggi per i personaggi giocanti e quelli non giocanti. I giocatori possono a loro volta giocare delle carte per darsi dei vantaggi o anche aggiungere sottotrame che possono dare punti extra.
I giocatori vengono ricompensati con "punti possibilità" (detti anche "punti energia"). Questi possono essere spesi per migliorare le abilità dei propri personaggi, come punti esperienza. Comunque i punti possibilità rappresentano anche una realtà dell'ambientazione e i personaggi possono spenderli per ottenere certi effetti, come curarsi ferite gravi o modificare la realtà.

### Personaggi
I personaggi sono tutti "Storm Knight" ("Cavaliere della tempesta"), cioè persone in grado di alterare in modo limitato la realtà. Uno storm knight può provenire da una qualunque delle realtà presenti nel gioco, sia altri mondi già invasi, sia terrestri di una delle zone conquistate. Si diventa storm knight sperimentando una crisi delle realtà che lo collega a una realtà particolare.
La maniera principale in cui uno storm knight può influenzare la realtà è la capacità di imporre le regole della sua propria realtà su un'area limitata di una diversa realtà. Ogni realtà (o "cosmo") è definito da quattro "assiomi" che descrivono cosa si può fare secondo le regole di quella realtà. I più importanti di questi per il gioco sono gli assiomi tecnologici, magici e spirituali. Per una persona ordinaria violare le leggi della realtà è difficile e diventa sempre più difficile con il passare del tempo. Per esempio quando la realtà neolitica della Living Land invase il Nord America i soldati scoprirono che fucili e radio non funzionavano più, poiché l'assioma tecnologico di quel cosmo permette solo un livello neolitico di tecnologia. Comunque gli storm knight portano con sé la propria realtà e generalmente possono usare le loro proprie regole ovunque vadano, eventualmente riuscendo in un tiro contro la loro reality skill se l'azione tentata viola in maniera particolarmente forte le regole di una realtà.
Gli storm knight possono anche spendere la possibility energy per influenzare la realtà. Una maniera in cui possono farlo è di imporre temporaneamente la loro realtà su un'area limitata intorno a essi. L'uso più diffuso di questa capacità è di permettere una guarigione rapida.

### Principali caratteristiche
Torg è stato progettato per permettere ai giocatori di far interagire personaggi, equipaggiamento ed ambienti di diverse realtà, come per esempio un cyborg futuristico che insieme a un mago stile Dungeons & Dragons si avventuri in un'ambientazione pulp stile Indiana Jones. È inoltre tarato per un gioco dal tono esplicitamente epico o cinematico, come in Star Wars.
Torg fornisce una meccanica di gioco unificata adatta a ogni ambientazione, gli attributi e le meccaniche di gioco usano una singola scala ("18" può rappresentare sia un'ora di tempo, che il peso del carico di un camion, l'abilità di un cecchino esperto) e una meccanica di risoluzione delle azioni unificata che usa un d20. A parte circostanze speciali ogni dado può essere ritirato ogni volta che si ottiene un 10 o un 20. Questo unito ai rilanci ottenuti mediante la possibility energy spesa, il gioco di carte e altre possibili influenze permette di compiere atti spettacolari al personaggio.
Il background del gioco prevede l'esistenza di una possibility energy' ("energia della possibilità") che gli Storm Knight possono usare per compiere atti eroici. Nelle meccaniche del gioco la spesa di energy point dà a un giocatore la possibilità di tentare tiri di dado aggiuntivi, aumentando le probabilità di riuscita. Similmente un mazzo di carte incluso nel gioco concede tiri o punti abilità bonus e contiene idee per interazioni aggiuntive tra i giocatori. Alcune delle carte possono essere usate invece della possibility energy. Viene enfatizzato il lavoro di squadra e l'interazione dei personaggi mediante lo scambio di carte, regole per coordinarsi e l'uso di "poteri di gruppo.

## Ambientazione
Secondo la cosmologia di Torg all'inizio ogni dimensione o cosmo è separata una dall'altro. Comunque una vorace entità detta The Nameless One ("Il Senzanome") che si nutre dell'energia dei cosmi, creò diverse macchine intelligenti dette Darkness Devices ("strumenti dell'oscurità") che disperse per tutti i cosmi dove si legarono ad abitanti del luogo. Quelli che vengono posseduti da una Darkness Device vengono detti High Lord ("Supremi Signori") e possono aprire portali verso altri cosmi, attraverso cui inviare una forza di invasione e lentamente trasformare il cosmo invaso in un duplicato del suo, allo stesso tempo assorbendone la possibility energy. Poiché nella zona di invasione le leggi fisiche del cosmo invaso vengono rifatte a immagine e somiglianza del cosmo invasore, gli eserciti di quest'ultimo sono molto più efficaci in combattimento di quelli del cosmo invaso. Per esempio se un cosmo a basso livello di tecnologia e alto livello di magia invade un cosmo a livello tecnologico maggiore, le armi da fuoco del difensore smetterebbero di funzionare, mentre gli invasori avrebbero accesso a incantesimi contro cui l'invaso non ha difese. In questo maniera i cosmi invasi forniscono sia terre da conquistare, sia un grande ammontare di potere che un High Lord può usare per estendere la sua vita, guadagnare nuove abilità e anche modificare le leggi fisiche del suo proprio cosmo.
Il più potente High Lord è The Gaunt Man di Orrorsh, che da millenni invade altri cosmi. Secondo la storia di Torg il Gaunt Man scoprì per caso il cosmo della Terra e rimase stupito dalla quantità di energia disponibile. Sfortunatamente per lui quello stesso ammontare di energia gli rendeva impossibile impossessarsi della Terra da solo, poiché il ritorno di fiamma dell'energia avrebbe sovraccaricato il suo portale. Pertanto decise di allearsi con altri High Lord per invadere quasi simultaneamente la Terra, disperdendo il ritorno di fiamma dell'energia tra tutti loro. Questa invasione è l'ambientazione del gioco, ogni invasore porta il suo proprio reame, così che a differenti locazioni fisiche lungo il globo si trovano a seguire leggi naturali differenti. I reami presenti nell'ambientazione originale sono:
Core Earthla "nostra" Terra, la realtà base. Comunque, data la natura drammatica del gioco, la Core Earth ha una tecnologia leggermente migliore di quella del mondo reale, così come un accesso limitato alla magia e ai miracoli. All'inizio della campagna non ha un High Lord, ma il governo degli Stati Uniti è stato sovvertito da un'oscura cabala detta Delphi Council.
Living Landuna giungla primitiva stile mondo perduto che copre ampie aree delle coste orientali e occidentali degli Stati Uniti e del Canada. La specie dominante è una razza di dinosauri umanoidi detti edeinos. Tecnologia e magia sono praticamente inesistenti, ma gli abitanti hanno accesso a potenti miracoli. Inizialmente governata dal mostruoso edeinos Baruk Kaah, la cui darkness device, Rek Pakken, ha preso la forma di un boschetto.
Aysleun reame magico a bassa tecnologia che copre la maggior parte del Regno Unito e della Scandinavia, simile a un'ambientazione di Dungeons & Dragons tradizionale, ma con una magia leggermente meno potente e una tecnologia leggermente più efficace. Originariamente governata da Uthorion nel corpo di Pella Ardinary. La sua darkness device è la corona ornata Drakacanus. Poco prima dell'invazione Pella Ardinay scacciò Uthorion dalla sua mente recuperando il controllo del suo reame, anche se questo venne successivamente rivelato come parte di un piano a lunga scadenza per sfruttarla come ospite per The Nameless One.
Cyberpapacyquesto reame che occupa la Francia, era inizialmente un'oppressiva teocrazia medievale (che disponeva di miracoli reali), ma nel corso dell'invasione terrestre si fuse con una realtà virtuale guadagnando una tecnologia e un'attitudine cyberpunk. È governata dal ciberpapa Jean Malreaux I, la sua darkness device Ebenuscrux ha assunto la forma di una croce composta di circuiti, simbolo della strana forma di cattolicesimo del reame. I computer del reame formano una "GodNet", una realtà artificiale dei circuiti e della mente, stilizzato come un reame di chiese e artefatti religiosi. Gli Storm Knight sconfitti vengono collegati a un inferno virtuale da cui nessuno è tornato.
Nippon Techuna società ultracapitalistica da incubo che occupa la maggior parte del Giappone, in cui il tradimento è comune quanto il respirare e artisti marziali, hacker e la yakuza lottano per abbattere il governo controllato dalle corporazioni. Governata da 3327 assistito da una darkness device chiamata Daikoku, che ha assunto la forma di un computer portatile.
L'impero del Nuovo Nilobasato nel Nord Africa è una combinazione di Antico Egitto e di ambientazioni pulp. La tecnologia degli anni trenta funziona fianco a fianco con la magia astrologica egiziana, poteri basati su weird science affiancano congegni misteriosi e uomini in maschera pattugliano i vicoli de Il Cairo. Governata dal Dr. Mobius conosciuto anche come Pharaoh Mobius, uno degli High Lord più insidiosi. La sua darkness device è un idolo dalla testa di coccodrillo chiamato Kefertiti.
Orrorshun reame di horror Lovecraftianosituato in Indonesia e basato sulla cultura dell'età vittoriana, in cui bianchi considerano loro dovere proteggere i nativi dagli orrori innominabili che abitano le giungle. Il più grande nemico di Orrosh è comunque nascosto al suo interno, il reame era originariamente controllato dal più potente degli High Lord, lord Byon Salibusry (alias The Gaunt Man) dal suo sinistro maniero, Illmound Keep. La sua darkness device, Heketon, ha assunto la forma di un enorme cuore umano. Possiede anche un potente artefatto, lo specchio chiamato Wicked, che gli permette di ottenere informazioni sui Nameless One. Nelle prime fasi della guerra le azioni di diversi Storm Knigh bloccarono The Gaunt Man in una specie di bolla di realtà e durante l'interregno diversi mostri conosciuti collettivamente come Hellion Court hanno governato al suo posto.
Con il progredire del gioco vennero aggiunti molti altri reami:
Land Belownon un reame di per sé, ma una dimensione tascabile creata come un esperimento congiunto del Nile Empire e del Living Land. In questa dimensione, simile all'ambientazione di Tarzan di Edgar Rice Burroughs. Successivamente questa dimensione invase la realtà della Terra base negli Stati Uniti orientali ("The Land Above") rimpiazzando parte delle Living Land.
Space Gods/Star Sphere/Akashauna società di divinità spaziali basate sugli scritti di Erich von Däniken che avrebbero visitato l'America del Sud nei secoli passati. Gli Akashan hanno un proprio impero coloniale di razze aliene che possono essere aggiunte al gioco a discrezione del master. Questo reame aggiunge biotecnologie avanzate e poteri psionici alla Possibility Wars. Introduce anche l'idea degli alberi della realtà, un congegno organico non invasivo capace di fondere due realtà senza danneggiare i loro abitanti. Questo reame non è controllato da un High Lord, comunque un virus senziente che possiede una mente di gruppo, conosciuto come Comaghaz, ha infettato parte della popolazione Akashan, inclusa Sarila, uno dei cittadini più potenti e cerca di perpetuare sé stesso. Gli Akashan non possiedono darkness device o i mezzi per creare portali intercosmo, ma sono entrati in questo cosmo mediante portali naturali chiamati stargate, molti di essi non hanno ancora realizzato di trovarsi in un cosmo differente e pensano soltanto di aver trovato un'altra galassia.
Tharkoldsede di una razza di demoni che usano la magia e tecnologia per condurre una guerra millenaria contro la popolazione nativa umana del loro mondo. Tharkold è stato paragonato a un incrociod tra i film Terminator e Hellraiser. Nel gioco i Tharkoldu hanno originariamente pianificato di invadere l'Unione Sovietica, ma sono stati sconfitti con l'aiuto di psichici terrestri. Successivamente hanno stabilito un piccolo reame in Los Angeles e hanno preso parzialmente il controllo di Berlino, dividendo a loro realtà con il Nile Emire. Governati da Jezrael un soldato/schiavo umano che ha preso il controllo dopo che il fallimento delle invasioni del precedente High Lord, il tecnodemone Kranod. La sua darkness device ha la forma di una verga intagliata chiamata Malgest.
Terranon un reame invasore, ma piuttosto la sede del cosmo di invasori del Nile Empire, che era un reame pulp più normale senza gli elementi e la magia dell'antico Egitto.
I giocatori possono progettare un personaggio proveniente da uno qualsiasi di questi reami, quindi un gruppo di avventurieri potrebbe includere un mago, un poliziotto, un cacciatore di vampiri, un supereroe, un pistolero migliorato ciberneticamente, un minatore nano, un prete dinosauro alto un paio di metri o un alieno simile a uno scarafaggio dal cattivo temperamento e ognuno di questi personaggi potrebbe nel tempo imparare a combattere con la spada, usare il kung fu, la magia o intromettersi in una rete cibernetica.

## Storia editoriale
Torg venne pubblicato dopo una campagna pubblicitaria durata un anno, durante la quale venne lentamente costruita l'aspettazione per la pubblicazione del nuovo regolamento. I primi inserti pubblicitari in Dragon e in altre riviste dedicate ai giochi di ruolo, presentavano semplicemente delle frasi di effetto sullo sfondo di un cielo tempestoso o una pagina strappata di un dizionario in cui il termine "role-playing" veniva ridefinito sulla base del nuovo gioco. Il gioco venne estensivamente supportato nei primi anni con un buon numero di supplementi, dettagliavano i vari reami e fornivano regole aggiuntive e con avventure che facevano avanzare il metaplot.. Poco dopo la pubblicazione del gioco Bill Slavicsek che ne era coautore e curatore della linea editoriale lasciò la West End Games.
Al momento della sua pubblicazione la campagna Infiniverse di Torg fu un tentativo ambizioso di creare un'ambientazione interattiva. Gli abbonati alla rivista Infiniverse potevano compilare degli appositi modelli da inviare alla West End Games per comunicare il progresso delle loro campagne. L'input dei giocatori influenzava l'ambientazione mediante un sistema di "dicerie", che venivano proposte nella rivista e nei moduli del gioco e la cui veridicità veniva determinata dalla maggioranza delle risposte. Pur essendo senza dubbio innovativo la campagna Infiniverse chiuse dopo circa un anno.
Torg ottenne un certo successo iniziale in un mercato saturato. Le recensioni citavano l'unicità del sistema cinematico (cioè il drama deck), la flessibilità delle regole e l'espansività dell'ambientazione. Comunque per la fine del 1994 era evidente che nonostante tutti gli sforzi della West End Games per supportare il gioco questo non vendeva a sufficienza. Diversi fattori sono stati citati come causa, tra questi un cattivo controllo della qualità dei moduli successivi, la vastità del materiale di gioco da acquistare, il non utilizzare Internet come mezzo di comunicazione con i fan e soprattutto il sistema inusuale di gioco, che pur essendo innovativo, è probabilmente risultato troppo complesso per la maggior parte dei giocatori. La West End decise quindi di portare l'ambientazione a un termine pubblicando un'avventura War's End (1995) che portò alla conclusione il metaplot della Possibility War, fornendo una conclusione alla storia.
Il sistema di gioco di Torg venne riutilizzato nel 1993 per il gioco Shatterzone, un'ambientazione simile a Star Wars ma con elementi cyberpunk e nel 1995 per la linea MasterBook un regolamento generico
Diversi tentativi di vendita della proprietà e fallimenti nel revisionare e rivificare la proprietà seguirono. Nel 1995 la Omni Gaming Products pubblicò il primo numero di una nuova rivista Infiniverse ignorando molti degli eventi conclusivi dell'avventura finale pubblicata dalla West End Games, War's End, nel tentativo di continuare il gioco sotto la propria gestione, ma il tentativo fallì rapidamente.
Nel 1998 la West End Games fallì per bancarotta e per il 2003 il suo marchio era di proprietà della Purgatory Publishing di Eric J. Gibson. Questi annunciò l'intenzione di pubblicare una nuova edizione di Torg, ma venne pubblicata solo un'introduzione al gioco, il Torg Introductory Pack (2003) e una revisione delle regole Torg Revised and Expanded (2005), generalmente indicata come Torg 1.5. Quest'ultimo distribuito inizialmente nel maggio 2005 come PDF e successivamente stampato fisicamente in agosto per la fiera di Origins, dopo due mesi di ritardo sull'edizione annunciata.
La proprietà del regolamento venne ceduta successivamente all'editore tedesco Ulisses Spiele.

## Manuali pubblicati
Tutti i manuali sono stati pubblicati da West End Games:
- Greg Gorden, Douglas Kaufman e Bill Slavicsek (1990). Torg Starter Set. ISBN 0-87431-300-7. Set in scatola contenente tre libretti: Rulebook (il manuale di gioco, 144 pp.), Worldbook (guida all'ambientazione, 80 pp.) e Adventure Book (lineeguida per le campagne e una avventura introduttiva, 48 p.).[1]
- Ray Winninger (1990). The Nile Empire. ISBN 0-87431-305-8. Guida al Nile Empire.
- Christopher Kubasik (1990). The Living Land. ISBN 0-87431-304-X. Guida al Living Land, il reame che ha invaso il Nord America e il Canada.
- Greg Farshtey, Greg Gorden, Paul Murphy, Bill Slavicsek (1990). Aysle: The Sourcebook of Magical Reality. ISBN 0-87431-306-6. Descrive l'Inghilterra e la Scandinavia, invase da una realtà magica.
- Greg Farshtey e Jennifer Williams (1990). Queenswrath. ISBN 0-87431-316-3. Avventure ambientate in Aysle.
- Greg Gorden, Douglas Kaufman e Bill Slavicsek (1990). Torg Drama Deck. Il mazzo di carte compreso nel et base.
- Christopher Kubasik (1990). The Cassandra Files. ISBN 0-87431-312-0. Raccolta di avventure ambientate in diversi reami.
- Christopher Kubasik (1990). The Destiny Map. ISBN 0-87431-309-0. Prima avventura della trilogia The Relics of Power.
- Douglas Kaufman (1990). The Possibility Chalice. ISBN 0-87431-310-4. Seconda parte della trilogia The Relics of Power.
- C.J. Tramontana (1990). The Forever City. ISBN 0-87431-311-2. Terza parte della trilogia The Relics of Power.
- Greg Farshtey e Paul Murphy (1991). High Lord of Earth. ISBN 0-87431-313-9. Avventura in cui personaggi devono impedire la formazione di un nuovo reame.
- Stephan Wieck e Stewart Wieck (1991). The Land Below. ISBN 0-87431-322-8. Guida al reame sotterraneo di Merritika
- Jim Bambra (1991). The Cyberpapacy. ISBN 0-87431-307-4. Supplemento sul Cyberpapacy.
- Paul Balsamo, Patrick Flanagan, Robin Jaskow, Scott Mitchell, Mike Nystul e Louis J. Prosperi (1991). Cylent Scream. ISBN 0-87431-327-9. Raccolta di sei avventure.
- AA.VV. (1991). Pixaud's Practical Grimoire. ISBN 0-87431-318-X. Supplemento dedicato alla conoscenza arcana in Aysle.
- Jim Bambra, Greg Farshtey, Greg Gorden e Ed Stark (1991). Space Gods. ISBN 0-87431-324-4. Guida agli alieni atterrati in Sud America.
- Nigel Findley (1991). Kanawa Personal Weapons. ISBN 0-87431-320-1. Supplemento dedicato alle armi personali.
- Greg Farshtey e Ray Winninger (1991). Nippon Tech. ISBN 0-87431-308-2. Guida al Giappone invaso dal reame di Marketplace.
- Christopher Kubasik (1991). Orrorsh. ISBN 0-87431-319-8. Guida al reame di Orrorsh.
- AA.VV. (1991). Creatures of Aysle. ISBN 0-87431-332-5. Bestiario di creature del reame di Aysle.
- Ed Stark (1991). Operation: Hard Sell. ISBN 0-87431-321-X. Avventura di spionaggio che coinvolge Nippon Tech e Living Land.
- Daniel Greenberg (1991). Crucible of Pain. ISBN 0-87341-322-9. Avventura, comprende una breve storia da leggere prima dell'avventura e una da leggere dopo.
- Jim Bambra e Bill Slavicsek (1991). The GodNet. ISBN 0-87431-315-5. Supplemento sulla rete e gli hacker.
- Greg Farshtey, Nigel Findley, James Long, Lou Prosperi e Stewart Wieck (1991). Full Moon Draw. ISBN 0-87431-317-1. Raccolta di sei avventure.
- Nigel Findley (1991). Kanawa Heavy Weapons. ISBN 0-87431-325-2. Supplemento dedicato alle armi pesanti.
- Greg Farshtey (1992). Infiniverse Campaign Game Update Volume I. ISBN 0-87431-331-7. Raccolta di articoli dalla rivista Infiniverse.
- Lou Prosperi (1992). The Storm Knights' Guide to the Possibility Wars. ISBN 0-87431-328-7. Manuale avanzato per i giocatori.
- AA.VV. (1992). The Character Collection. ISBN 0-87431-333-3. Regole avanzate per la creazioni di personaggi e galleria di personaggi pronti.
- Shane Lacey Hensley e Shane Lacy Hensley (1992). The Temple of Rec Stalek. ISBN 0-87431-334-1. Avventura in cui giocatori devono impedire a un adoratore della morte di deporre l'High Lord delle Living Land.
- Gregory G. Detwiler e Bill Smith (1992). Central Valley Gate. ISBN 0-87431-335-X. Avventura in una piccola cittadina americana assediata da una banda di motociclisti, dietro a cui si nasconde una minaccia da Orrorsh
- Robert Maxwell e Bill Smith (1992). The Delphi Council Worldbook: Volume I. ISBN 0-87431-340-6. Supplemento sullo stato generale del mondo.
- John Terra (1992). The Gaunt Man Returns. ISBN 0-87431-348-1. Avventura basata sul ritorno del Gaunt Man.
- Nigel Findley (1992). Kanawa Land Vehicles. ISBN 0-87431-330-9. Supplemento dedicato ai veicoli.
- AA.VV. (1992). Creatures of Orrorsh. ISBN 0-87431-336-8. Bestiario di creature del reame di Orrorsh.
- Bill Slavicsek (1992). Ravagons. ISBN 0-87341-339-3. Supplemento dedicato ai ravagon, mostri alati che servono il Gaunt Man.
- Christopher Kubasik (1992). City of Demons. ISBN 0-87431-326-0. Avventura a Los Angeles, alleati con un signore dei demoni contro i suoi reali demoniaci e emissari da Nippon Tech.
- Shane Lacy Hensley (1992). When Axioms Collide. ISBN 0-87431-347-3. Avventura ambientata nel Cyberpapacy.
- Greg Gorden e Paul Hume (1992). Tharkold. ISBN 0-87431-329-5. Guida al regno governato dai demoni di Tharkold.
- Daniel Greenberg (1992). Los Angeles Citybook. ISBN 0-87431-341-4. Guida alla città di Los Angeles.
- Greg Farshtey (1993). Infiniverse Campaign Game Update Volume II. ISBN 0-87431-338-4. Raccolta di articoli dalla rivista Infiniverse.
- Greg Farshtey e Bill Olmesdahl (1993). The High Lords' Guide to the Possibility Wars. ISBN 0-87431-352-X. Guida per il master
- Brian S. Perry (1993). Tokyo Citybook. ISBN 0-87431-349-X. Guida a Tokyo
- Brian Sean Perry (1993). No Quarter Given. ISBN 0-87431-350-3. Avventura ambientata in Orrorsh
- AA.VV. (1993). Creatures of Tharkold. ISBN 0-87431-337-6. Bestiariod i creature del reame di Orrorsh.
- John Terra (1994). Infiniverse Campaign Game Update Volume III. ISBN 0-87431-355-4. Raccolta di articoli dalla rivista Infiniverse.
- Jamie Lewandowski e Frank Lind (1994). Clerics' Sourcebook. ISBN 0-87341-354-7. Rituali e preghiere per i vari reami e suggerimenti per creare miracoli.
- Brian Sean Perry e Ed Stark (1994). Terra. ISBN 0-87341-353-9. Guida alla Terra, il reame da cui provengono gli invasori del Nile Empire.
- John Terra (1995). War's End. ISBN 0-87431-358-9. Avventura che potrebbe terminare la Possibility War, con scenari post guerra.
- Miranda Horner e Rick Stuart (1995). Berlin Citybook. ISBN 0-87431-356-2. Berlino contesa tra demoni provenienti da Tharkold e emissari del Regno del Nilo.
- Bill Slavicsek, C.J. Tramontana e Nikola Vrtis (2003). Torg Introductory Pack. Introduzione al gioco, con un riassunto dell'ambientazione, un'avventura in solitario e personaggi d'esempio. Include una copia digitale del romanzo Storm Knights. Distribuita in scarico gratuito dall'editore.

### Torg 1.5
- Greg Gorden, Douglas Kaufman e Bill Slavicsek (2005). Torg Revised and Expanded. ISBN 1-932867-14-7. Revisione delle regole che incorpora regole dei supplementi, ma non contiene le informazioni sull'ambientazione.
- AA.VV. Torg Accessory Pack. Pubblicato come compagno per il Torg Revised and Expanded contiene le informazioni sull'ambientazione, sostanzialmente i libretti Worldbook e Adventure Book e il mazzo di carte Drama Deck. Anche se non aggiornati alla versione 1.5 sono comunque sostanzialmente compatibili con essa.
- Nikola Vrtis (2005). A More Perfect Union. Avventura ambientata dopo la fine della Possibility War.